# 天际星峦
《天际星峦》（羅馬化：Fak Fah Kiri Dao）是一部由寶金鐘制作公司巨资打造，诺潘·郭玛拉川（Tu）执导，纳瓦希·普潘塔奇斯（Pon）、萨林·朗那基特（Inn）、菲丽塔·素萍蓬普（Namwhan）等人主演的泰国奇幻爱情剧。此剧2020年4月3日起每周五晚上8时20分、每周六至周日晚上8时15分至晚上10时30分在泰国第3电视台播出，为庆祝电视台成立50周年的台庆剧。剧情主要讲述了一对兄弟爱上同一个女人的情感纠葛。

## 演员阵容

### 主要演员
- 纳瓦希·普潘塔奇斯（Pon）饰 Sky Santharakat（Sky），印度百万富翁Rachisa的儿子
- 萨林·朗那基特（Inn）饰 Khiri Santharakat（Khiri），Sky的弟弟
- 菲丽塔·素萍蓬普（Namwhan）饰 Danika（Nika）[5]

### 其他演员
- 察猜·本班尼（Nok）饰 Rachisa Santharakat，印度百万富翁
- 辛扎伊·本班尼（Nok）饰 Phonramphai
- 强尼·安丰 饰 Sikharin
- 楠拓娜特·洛苏婉（Fai）饰 Isari
- 凯玛妮·瓦塔那辛（Pin）饰 Dararat，Danika的母亲
- 戈辛·拉查克罗姆（Go）饰 Sumit
- 查克潘·查欧（Jack）饰 Daolukkai
- 帕卡松·克鲁亚索彭（Pom）饰 Winthai
- 卡洛琪达·坤苏婉（Prawfar）饰 Ruangkhao
- 德钦·平察特里（Chain）饰 Kasin
- 克里特坎·普拉西特潘尼（Paint）饰 Phiphop
- 普提彭·普罗姆萨卡·那·沙空那空 饰 Kwaeng，Phonramphai的朋友
- 瓦拉潘·魏特拉库（Jang）饰 Wongduean阿姨
- 萨如什·乌萨瓦戈希（Third）饰 Santharakat（儿童时期）
- 克罗特·阿塔瑟里（Moo）饰 Danesh

### 客串出演
- 诺潘·郭玛拉川（Tu） 饰 印度牧师
- Siriwet Charoenchan少校 饰 警察
- 拉塔娜瓦迪·翁通（Mim）饰 Saipan

## 制作

### 拍摄
《天际星峦》剧组在泰国清迈、清莱、碧差汶等多个府份取景。此外，此剧也前往国外取景。拍摄地有喜马偕尔邦西姆拉的林荫道、北印度克什米尔的古尔马尔格山顶、哈努曼加希神庙及达尔湖处一座历史悠久的酒店。剧组还在印度雇佣了当地剧组和100多名印度临时演员。